# 沖縄県の人口統計
沖縄県の人口統計（おきなわけんのじんこうとうけい）では、沖縄県と本県に属する41の市町村の人口に関する統計を説明する。

## 沖縄県の人口動態
薩摩藩による侵攻が行われた1600年代初めの琉球王国の人口は約10万人、1700年代初頭には約15万人、1700年代中頃には約20万人と増加していた。しかし、1771年に発生した明和の大津波によって、当時の八重山列島の人口の3分の1に相当する約1万人が死亡、さらにこの頃の琉球各地では台風や大雨、干ばつによる飢饉の流行が度重なった。それらの災害により、1800年代初期の人口は15万人へ減少した一因とされているが、人口減少に至った原因の詳細は不明なままである。
琉球処分により日本へ併合され、沖縄県が設置された明治時代から大正にかけての約40年で約20万人増加した。機械式の製糖工場の導入によりサトウキビから砂糖への生産効率が向上し、産業の近代化が行われたことで、経済的発展に伴い人口が増加したと思われ、さらに官吏や寄留商人の転入も相次いだ。
一方で製糖業やサツマイモによる食糧生産といった農業依存のモノカルチャーにより、日本本土に比し産業、経済基盤が脆弱であり構造的不況のまま推移し、1904年（明治37年）の沖縄明治大干魃（「ナナチチヒャーイ」）ほか天候被害に左右される状況が続いた。また、大正、昭和時代にかけても第一次世界大戦後の戦後恐慌から関東大震災、世界恐慌、昭和恐慌など日本本土の経済状況にも左右され、沖縄も大不況となり、本土からの輸出が減少しそれに伴い、県の主要産物である砂糖は過剰供給となり、経済に深刻な影響を及ぼす状況が続いていた。この時期には、農民の一部はソテツの実や幹から抽出した澱粉しか食せないほど困窮し、その様は「ソテツ地獄」と呼ばれた。そのような窮乏状況から沖縄から海外へ移住する人々が増加し、1899年から1937年までに約7万人の海外移民がいた。自然増加数と海外移民による社会減少数が同程度であったため、人口推移はほぼ横ばいとなった。また1920年以降みられた、主に大阪府や神奈川県への出稼ぎ労働者は毎年1万人以上となり、その子孫は大阪市大正区や、神奈川県横浜市鶴見区、川崎市などで生活している。これらの場所は21世紀初頭の現在でも、沖縄料理店や沖縄の物産を取り扱う商店が立ち並ぶ地区がある。
その後太平洋戦争によって、県外や台湾へ疎開した者は約8万人に上った。沖縄戦終結直後は疎開や戦死による減少が起きたものの、海外から帰国した移民の増加とベビーブームにより人口が増加した。本土復帰直前には転出者の増加により1968年から3年間は人口が減少したが、復帰後は県外からの転入者が増加した。1950年以降、沖縄県の人口は増加傾向にあるが、出生率の低下に加え、死亡率の増加傾向の影響により、1980年から人口増加のペースが鈍化している。国立社会保障・人口問題研究所の『日本の将来推計人口 平成24年1月推計』（2010年度の国勢調査に基づいた人口を基準に算出）によると、沖縄県の将来推計人口は、2020年の約141万7千人まで増加、それ以降は減少するとされ、全都道府県で最も遅く人口減少に転ずると予測される（表2参照）。2014年3月に沖縄県は、子育てしやすい環境を整え、産業の創出で新たに移住者を引き寄せる「県人口増加計画」を発表し、順調に計画が進行すれば、2050年の人口が160万人に増加するとしている。

### 人口調査
1920年の第1回国勢調査から2015年度国勢調査に基づく沖縄県の人口（2015年度は別の文献）を表1に示したが、1945年度と1947年度の国勢調査は実施されず、12月31日現在の推計人口を掲載している（表1の緑背景）。また沖縄県は1945年から1972年にかけてアメリカ合衆国の占領下に置かれたため、1950年度は琉球列島米国軍政府、1955年度から1970年度までは当時の琉球政府が独自で調査を行い、また1950年から1960年の調査期日は12月1日、それ以降は本土と同様10月1日である（表1のピンク背景）。増減人口は該当年度の前回で調査した人口（ただし、1950年度は1940年度の調査人口）から差し引いている。また、表2に2010年度国勢調査を基にした沖縄県の将来推計人口を示した。
| 実施年 | 人口（人）                          | 増減人口（人）                      | 人口増減率(%)                       | 備考                 |
| ------ | ----------------------------------- | ----------------------------------- | ----------------------------------- | -------------------- |
| 1920年 | 571,572                             | -                                   | -                                   |                      |
| 1925年 | 557,622                             | 13,950                              | 2.44                                |                      |
| 1930年 | 577,509                             | 19,887                              | 3.57                                |                      |
| 1935年 | 592,494                             | 14,985                              | 2.59                                |                      |
| 1940年 | 574,579                             | 17,915                              | 3.02                                |                      |
| 1945年 | 実施されず（推計人口は 326,625 人） | 実施されず（推計人口は 326,625 人） | 実施されず（推計人口は 326,625 人） |                      |
| 1947年 | 実施されず（推計人口は 537,051 人） | 実施されず（推計人口は 537,051 人） | 実施されず（推計人口は 537,051 人） |                      |
| 1950年 | 698,827                             | 124,248                             | 21.62                               | 調査日は12月1日      |
| 1955年 | 801,065                             | 102,238                             | 14.63                               | 調査日は12月1日      |
| 1960年 | 883,122                             | 82,057                              | 9.29                                | 調査日は12月1日      |
| 1965年 | 934,176                             | 51,054                              | 5.78                                | 調査日は10月1日      |
| 1970年 | 945,111                             | 10,935                              | 1.17                                | 調査日は10月1日      |
| 1975年 | 1,042,572                           | 97,461                              | 10.31                               |                      |
| 1980年 | 1,106,559                           | 63,987                              | 5.78                                |                      |
| 1985年 | 1,179,097                           | 72,538                              | 6.15                                |                      |
| 1990年 | 1,222,398                           | 43,301                              | 3.54                                |                      |
| 1995年 | 1,273,440                           | 51,042                              | 4.01                                |                      |
| 2000年 | 1,318,220                           | 44,780                              | 3.40                                |                      |
| 2005年 | 1,361,594                           | 43,374                              | 3.19                                |                      |
| 2010年 | 1,392,818                           | 31,224                              | 2.29                                |                      |
| 2015年 | 1,433,566                           | 40,748                              | 2.93                                |                      |
| 2019年 | 1,453,750                           | 20,184                              | 1.41                                | 2019年9月1日現在推計 |

| 西暦   | 人口(人)  | 増減数(人) |
| ------ | --------- | ---------- |
| 2015年 | 1,434,000 | -          |
| 2020年 | 1,460,000 | 26,000     |
| 2025年 | 1,468,000 | 8,000      |
| 2030年 | 1,470,000 | 2,000      |
| 2035年 | 1,466,000 | 4,000      |
| 2040年 | 1,452,000 | 14,000     |
| 2045年 | 1,428,000 | 24,000     |

### 人口増加とその要因
2005年度と2010年度の国勢調査結果を比較して、人口増加率は2.3%増加と前回の調査結果の3.3%増加よりも下回った。しかし都道府県別では沖縄県を含む9都府県の人口が増加し、東京都 (4.6%)、神奈川県 (2.9%)、千葉県 (2.6%)に次ぐ第4位の増加率となった。また、2015年度の国勢調査では、2.9%増加し、全国で人口増加率が最も高い。1974年2月現在の推計人口は100万人、1998年12月で130万人、そして2011年8月1日には140万人を超えた。
『平成22年 人口動態統計』によれば、2010年の沖縄県の自然増加率は人口千人あたり5.0人の増加で、全都道府県で最も高い。社会増加率は各年により増減が変動するが、増大する要因として、2005年頃の沖縄への移住ブーム、2008年のリーマン・ショック以降の不況による帰省客の増加が挙げられる。また2018年における沖縄県の合計特殊出生率は1.89人と全国の1.42人を上回り、1975年度以来連続で全国1位を維持している。『平成17年度版 厚生労働白書』によると、出生率が高い理由として、
1. 他の都道府県と比較して親族や地域同士とのコミュニティの結び付きが強く、相互扶助の精神（方言で「ユイマール」[36]）が残っている。
2. 男系子孫を重んじるため、男児を産むまで出産を制限せず、結果的に多産する。

という2つの説を挙げている。
一方、沖縄県に近い西日本、特に九州地方も合計特殊出生率が高いことが指摘されており、沖縄とその他の九州各県との共通性も議論されている。2021年の合計特殊出生率は、福井県と滋賀県を除くと上位15県を全て九州中四国地方が占める。また上位10県中7県が九州地方である。更には、南九州2県（鹿児島県、宮崎県）が沖縄県に次ぐ2位と3位に位置する。日本全国でも沖縄県に近いほど有意に高い。
逆に下位は近畿地方3県を除けば、関東や北海道東北地方各県で占められ、西日本が高く東日本が低い西高東低の傾向が顕著となっている。

### 死亡率と平均寿命
高齢者の少ない県ほど、単に死亡数を人口で割った粗死亡率は低くなる傾向にあるため、年齢構成の異なる都道府県と一律に比較できるように、年齢調整死亡率が用いられている。2010年度における沖縄県の粗死亡率は、人口10万人当たり男性は797.4人（全国1,029.2人）、女性は671.5人（全国869.2人）であるのに対し、年齢調整死亡率は人口10万人当たり男性547.3人（全国544.3人）、女性267.0人（全国274.9人）で、特に2000年の男性15歳から50歳までの年齢調整死亡率が全国高位3位以内という結果となった。1995年までは男女ともに年齢調整死亡率は全国でも低位5位以内に位置していたが、それ以降から男性は全国平均並、女性は全国平均へと近づきつつある。
『都道府県別生命表』は、国勢調査の結果を基に5年ごとに作成される。沖縄県の女性の平均寿命は1975年の統計以来、2005年まで全国1位の高さを維持していたが、『平成22年 都道府県別生命表』によると女性は初めて1位から3位へ順位を下げた。また男性は1995年の全国4位から、2000年には26位、そして2010年は30位に下落した。前回の2005年調査の平均寿命から比較すると、男性0.76歳増加（全国32位）、女性は0.14歳増加と全国で2番目に低い結果となった。沖縄県によると青年・中年男女ともに生活習慣病を原因とする死亡率が全国平均より高い点を指摘している。厚生労働省によると、女性の順位が下がった要因として挙げられるのは、他の都道府県と比較して、脳血管疾患やがん、または自殺による死亡率の改善が目立っていないと述べている。沖縄県内の医療分野専門の大学教授らは、アルコールの過剰摂取と喫煙による影響、また中年者の食の欧米化による肥満やそれに伴う糖尿病患者が増加し、沖縄の伝統的な生活様式を見直すべきだと指摘されている。

### 年齢構成
『平成22年度 国勢調査』によると、沖縄県の15歳未満の人口の割合が17.8%と全都道府県で最も高い。また65歳以上の人口比率は17.4%と最も低く、20%以下の都道府県は本県のみで、さらに15歳未満の人口が65歳以上の人口を上回った唯一の都道府県である。さらに15歳から65歳までの人口に対する65歳以上の人口の割合である「老年人口指数」は26.8と全国で最も小さい。平均年齢は40.7歳で全国平均の45.0歳を下回り、都道府県別でも最も若い結果となった。2015年度国勢調査によると、65歳以上の人口比率 (19.6%) が、調査開始以来、15歳未満 (17.4%) を上回った。
2016年の沖縄県による発表によると、2016年9月1日現在、同年9月15日時点における本県の100歳以上の高齢者は1,011人（男性130人、女性881人）で、本土復帰以降の調査で初めて千人を超えた。当発表による県内最高齢は112歳の女性1人で、長寿者上位20名のうち、男性は1人のみであった。本県の人口10万人当たりの100歳以上の高齢者数は、都道府県別で1973年から2009年まで37年連続全国1位であったが、2012年は62.88人と全国5位に後退し、2016年は15位となった。厚生労働省と沖縄県によれば、順位が下がった理由として、沖縄県の出生率が全国で最も高く、人口増加率も高いことが影響しているのではないかと分析している。また長寿研究を行っている琉球大学の教授によれば、今回の順位下落により沖縄県における長寿に影響を及ぼすものではないが、高齢者が健康的に暮らせるよう生活の質を高める努力をしなければならないと述べている。

### 沖縄県内の外国人
| 国籍           | 2010年（人） | 2005年（人） | 増減率(%) |
| -------------- | ------------ | ------------ | --------- |
| アメリカ合衆国 | 2,081        | 2,261        | 7.94      |
| 中国           | 1,333        | 1,227        | 8.64      |
| フィリピン     | 1,116        | 1,253        | 10.93     |
| 韓国・朝鮮     | 554          | 419          | 32.22     |
| ペルー         | 202          | 272          | 22.06     |
| 全外国人       | 7,651        | 6,897        | 10.93     |

表3に沖縄県内に在住する外国人の国籍上位5位と、2005年度と2010年度の国勢調査結果と比較した増加率を示した。2010年度の国勢調査結果によると県内に居住する外国人は7,651人である。前回の2005年度国勢調査と比べて754人(10.9%)増加し、特に中国と韓国・朝鮮籍の外国人の増加が目立つ。外国人の国籍はアメリカ(27.2%)が最多で、また都道府県別の全外国人に占めるアメリカ国籍の割合でも沖縄県が最も高い。その次に中国(17.4%)、フィリピン(14.6%)と続き、他にも ブラジル、 インドネシア、 タイ、 ベトナム、 イギリス等の外国人も居住している。2015年度国勢調査によれば、沖縄県内の外国人は11,020人で、2010年度より3,369人 (44%) 増加している。
また日米地位協定により米軍関係者は「外国人の登録及び管理に関する日本国の法令の適用から除外される」と規定されているため、国勢調査には在沖米軍の軍人・軍属とその家族は含まれていない。しかし2008年2月22日に、日本政府と在日アメリカ軍は米軍の不祥事対策の一環として、日本国内の各地方自治体の米軍関係者の人数を公表し、2008年1月末現在の在沖米軍の関係者（軍人・軍属・家族）は44,963人で、日本の米軍関係者（94,217人）の48%を占めた。

## 各市町村の人口統計

### 概説

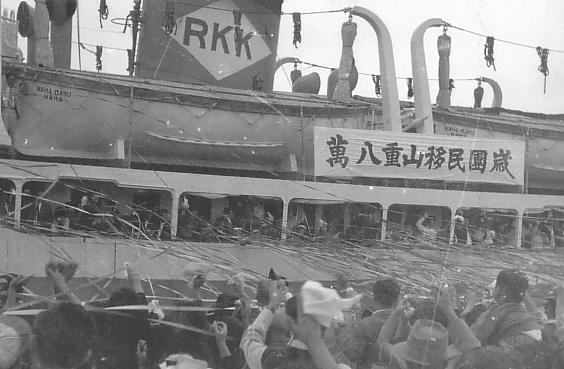
八重山諸島へ移住する人たち（1954年）

古琉球時代から地方の行政区分として間切が存在した。薩摩藩による琉球侵略後に行われた検地に関する資料『琉球国高究帳』によれば、沖縄本島は27の間切と約300の集落で構成されていた。また間切制度が廃止される直前の1906年は那覇区、首里区、45の間切と離島7島で、そして市町村制が導入された戦前の1940年には那覇市・首里市の2市と5町49村、当時私有地であった大東諸島（1946年に村政に施行）で構成された。戦後の市町村合併を経て、2009年現在では11市11町19村の計41市町村となっている。
1890年の統計では、城下町で政治の中心地であった首里区の人口は、商業の中心として栄えた港町の那覇区の人口を下回り、那覇区が当時沖縄県で最も人口の多い自治体となった。一方、この頃の那覇・首里以外の沖縄県は農業が主な産業であったため、土壌の肥えた沖縄本島中南部や本部半島に多く人口が分布していた。しかしその後経済活動が活発になると、鉄道整備による交通の要衝として、あるいは工場の設置等による産業の中心地として各地で都市化が進行し、他の農村部との人口格差が拡大していった。戦後、軍道1号線（国道58号）の整備、それに伴って当道路に沿って建設された米軍基地に関連した雇用体制が確立したことで、戦前太平洋側に多かった人口が東シナ海側へ移ったと考えられる。本土復帰以降、沖縄本島北部と沖縄諸島の離島、石垣島を除く先島諸島の人口は減少傾向にある。それに対して、沖縄本島中南部の人口増加は顕著で、国道沿いに市街地が連続して形成するコナベーションが発達している。那覇市の人口は微増だが、その一方で南風原町や豊見城市などの周辺自治体の人口が急増するドーナツ化現象が進んでいる。
『平成22年度 国勢調査』によれば、『平成17年度 国勢調査』と比較した全国市町村別の人口増減率のうち、増加率上位では北大東村（8位）、中城村（10位）、豊見城市（23位）が、また減少率では、座間味村（6位）、渡名喜村（22位）が入る。年齢構成では、全国の市町村別の15歳未満の人口の比率上位20位中14の本県に属する市町村が占め、65歳以上の人口に関しては市部別の下位10位中に浦添市（6位）と豊見城市（8位）が、町村別では西原町（5位）が順位づけされている。総人口に対する人口集中地区人口の割合で、都道府県庁所在地別では那覇市が99.7%と東京都特別区部、大阪市に次ぐ第3位となっている。沖縄県における人口重心の位置は、『平成22年度 国勢調査』によれば「豊見城市役所の西14.0kmの海上」（北緯26度09分31.88秒 東経127度31分42.59秒 / 北緯26.1588556度 東経127.5284972度）となり、『平成17年度 国勢調査』により算出された人口重心（北緯26度09分26.24秒 東経127度31分23.72秒 / 北緯26.1572889度 東経127.5232556度）から東北東方向へ552メートル移動している。

### 面積と推計人口
- 面積[75]は2015年10月1日現在、推計人口[76]は2025年2月1日現在の統計結果を表4に示した。
- 各項目の右端にあるアイコンをクリックすると、その項目の数値が降順または昇順に並べ変えられる。
- 面積の項目で、境界未定の市町村の面積参考値[75]を、ピンクの背景色で示している。
- 人口増減率 (%) は、以下の関係式を用いて算出した。
増減率 (%) ＝（推計人口 - 法定人口）/ 法定人口 × 100
ただし、ここでの法定人口は2015年の国勢調査（確定値）[1]により集計された人口数である。
- 人口増減率の項目で、人口増は緑字、人口減は赤字で、また絶対値が2.50以上のものは太字で示した。

沖縄県に属する市町村の人口密度分布図。2015年度国勢調査より。2015年10月1日現在。
4,000人/km^{2}以上
2,000 - 4,000人/km^{2}
500 - 2,000人/km^{2}
100 - 500人/km^{2}
100人/km^{2}以下

| 4,000人/km2以上 2,000 - 4,000人/km2 500 - 2,000人/km2 100 - 500人/km2 100人/km2以下 |

|    | 市町村   | 面積(km2) | 推計人口(人) | 人口密度(人/km2) | 増減率(%) |
| -- | -------- | --------- | ------------ | ---------------- | --------- |
| 1  | 那覇市   | 41.46     | 310,211      | 7,482            | -2.89     |
| 2  | 宜野湾市 | 19.80     | 100,347      | 5,068            | +4.26     |
| 3  | 石垣市   | 229.15    | 47,793       | 209              | +0.48     |
| 4  | 浦添市   | 19.44     | 115,749      | 5,954            | +1.33     |
| 5  | 名護市   | 210.80    | 64,800       | 307              | +5.07     |
| 6  | 糸満市   | 46.60     | 61,121       | 1,312            | +4.40     |
| 7  | 沖縄市   | 49.72     | 141,466      | 2,845            | +1.57     |
| 8  | 豊見城市 | 19.33     | 65,034       | 3,364            | +6.41     |
| 9  | うるま市 | 87.03     | 127,230      | 1,462            | +7.01     |
| 10 | 宮古島市 | 203.90    | 53,035       | 260              | +3.61     |
| 11 | 南城市   | 49.94     | 46,166       | 924              | +9.88     |
| 12 | 国頭村   | 194.85    | 4,342        | 22               | -11.53    |
| 13 | 大宜味村 | 63.63     | 2,924        | 46               | -4.44     |
| 14 | 東村     | 81.75     | 1,564        | 19               | -9.07     |
| 15 | 今帰仁村 | 39.94     | 8,756        | 219              | -8.13     |
| 16 | 本部町   | 54.37     | 12,272       | 226              | -9.34     |
| 17 | 恩納村   | 50.81     | 11,261       | 222              | +5.72     |
| 18 | 宜野座村 | 31.31     | 6,180        | 197              | +10.42    |
| 19 | 金武町   | 37.93     | 10,831       | 286              | -3.57     |
| 20 | 伊江村   | 22.70     | 3,882        | 171              | -8.87     |
| 21 | 読谷村   | 35.28     | 41,894       | 1,187            | +6.05     |
| 22 | 嘉手納町 | 15.12     | 12,987       | 859              | -5.10     |
| 23 | 北谷町   | 13.91     | 28,603       | 2,056            | +1.04     |
| 24 | 北中城村 | 11.54     | 18,157       | 1,573            | +12.44    |
| 25 | 中城村   | 15.53     | 22,922       | 1,476            | +17.83    |
| 26 | 西原町   | 15.90     | 35,228       | 2,216            | +2.09     |
| 27 | 与那原町 | 5.18      | 19,530       | 3,770            | +6.08     |
| 28 | 南風原町 | 10.76     | 41,429       | 3,850            | +10.47    |
| 29 | 渡嘉敷村 | 19.23     | 647          | 34               | -11.37    |
| 30 | 座間味村 | 16.74     | 843          | 50               | -3.10     |
| 31 | 粟国村   | 7.65      | 658          | 86               | -13.31    |
| 32 | 渡名喜村 | 3.87      | 295          | 76               | -31.40    |
| 33 | 南大東村 | 30.52     | 1,264        | 41               | -4.89     |
| 34 | 北大東村 | 13.07     | 548          | 42               | -12.88    |
| 35 | 伊平屋村 | 21.84     | 1,112        | 51               | -10.18    |
| 36 | 伊是名村 | 15.43     | 1,206        | 78               | -20.50    |
| 37 | 久米島町 | 63.65     | 6,638        | 104              | -14.40    |
| 38 | 八重瀬町 | 26.96     | 32,455       | 1,204            | +11.66    |
| 39 | 多良間村 | 22.00     | 1,017        | 46               | -14.82    |
| 40 | 竹富町   | 334.40    | 3,834        | 11               | -4.10     |
| 41 | 与那国町 | 28.90     | 1,670        | 58               | -9.39     |
| -  | 沖縄県   | 2,282.11  | 1,467,901    | 643              | +2.40     |

### 国勢調査による人口統計
- 各市町村の2015年度国勢調査（確定値）[1]による統計結果を以下の表5に示した。また前回の2010年度の数値も記載した[77]。
- 人口増減率の項目で、人口増は緑字、人口減は赤字で、また絶対値が5.00以上のものは太字で示した。
- 増減人口は2015年度国勢調査に基づく人口から2010年度国勢調査の人口から差し引いた数値である。また増減率は以下の計算式を用いて算出した。
増減率 (%) = 増減人口 / 2010年度国勢調査結果に基づく人口 × 100

沖縄県に属する地方自治体の人口増加率分布図。2010年度国勢調査結果から2015年度を比較し、増減率を算出。
増加
10.0 %以上
5.0 - 10.0 %
3.0 - 5.0 %
0.0 - 3.0 %
減少
0.0 - 3.0 %
3.0 - 5.0 %
5.0 - 10.0 %
10.0 %以上

| 増加 10.0 %以上 5.0 - 10.0 % 3.0 - 5.0 % 0.0 - 3.0 % | 減少 0.0 - 3.0 % 3.0 - 5.0 % 5.0 - 10.0 % 10.0 %以上 |

|    | 市町村   | 2015年（人） | 2010年（人） | 増減人口（人） | 増減率(%) |
| -- | -------- | ------------ | ------------ | -------------- | --------- |
| 1  | 那覇市   | 319,435      | 315,954      | 3,481          | +1.10     |
| 2  | 宜野湾市 | 96,243       | 91,928       | 4,315          | +4.69     |
| 3  | 石垣市   | 47,564       | 46,922       | 642            | +1.37     |
| 4  | 浦添市   | 114,232      | 110,351      | 3,881          | +3.52     |
| 5  | 名護市   | 61,674       | 60,231       | 1,443          | +2.40     |
| 6  | 糸満市   | 58,547       | 57,320       | 1,227          | +2.14     |
| 7  | 沖縄市   | 139,279      | 130,249      | 9,030          | +6.93     |
| 8  | 豊見城市 | 61,119       | 57,261       | 3,858          | +6.74     |
| 9  | うるま市 | 118,898      | 116,979      | 1,919          | +1.64     |
| 10 | 宮古島市 | 51,186       | 52,039       | -853           | -1.64     |
| 11 | 南城市   | 42,106       | 39,758       | 2,258          | +5.68     |
| 12 | 国頭村   | 4,908        | 5,188        | -280           | -5.40     |
| 13 | 大宜味村 | 3,060        | 3,221        | -161           | -5.00     |
| 14 | 東村     | 1,720        | 1,794        | -74            | -4.12     |
| 15 | 今帰仁村 | 9,531        | 9,257        | 274            | +2.96     |
| 16 | 本部町   | 13,536       | 13,870       | -334           | -2.41     |
| 17 | 恩納村   | 10,652       | 10,144       | 508            | +5.01     |
| 18 | 宜野座村 | 5,597        | 5,331        | 266            | +4.99     |
| 19 | 金武町   | 11,232       | 11,066       | 166            | +1.50     |
| 20 | 伊江村   | 4,260        | 4,737        | -477           | -10.07    |
| 21 | 読谷村   | 39,504       | 38,200       | 1,304          | +3.41     |
| 22 | 嘉手納町 | 13,685       | 13,827       | -142           | -1.03     |
| 23 | 北谷町   | 28,308       | 27,264       | 1,044          | +3.83     |
| 24 | 北中城村 | 16,148       | 15,951       | 197            | +1.24     |
| 25 | 中城村   | 19,454       | 17,680       | 1,774          | +10.03    |
| 26 | 西原町   | 34,508       | 34,766       | -258           | -0.74     |
| 27 | 与那原町 | 18,410       | 16,318       | 2,092          | +12.82    |
| 28 | 南風原町 | 37,502       | 35,244       | 2,258          | +6.41     |
| 29 | 渡嘉敷村 | 730          | 760          | -30            | -3.95     |
| 30 | 座間味村 | 870          | 865          | 5              | +0.58     |
| 31 | 粟国村   | 759          | 863          | -104           | -12.05    |
| 32 | 渡名喜村 | 430          | 452          | -22            | -4.87     |
| 33 | 南大東村 | 1,329        | 1,442        | -113           | -7.84     |
| 34 | 北大東村 | 629          | 665          | -36            | -5.41     |
| 35 | 伊平屋村 | 1,238        | 1,385        | -147           | -10.61    |
| 36 | 伊是名村 | 1,517        | 1,589        | -72            | -4.53     |
| 37 | 久米島町 | 7,755        | 8,519        | -764           | -8.97     |
| 38 | 八重瀬町 | 29,066       | 26,681       | 2,385          | +8.94     |
| 39 | 多良間村 | 1,194        | 1,231        | -37            | -3.01     |
| 40 | 竹富町   | 3,998        | 3,859        | 139            | +3.60     |
| 41 | 与那国町 | 1,843        | 1,657        | 186            | +11.23    |
| -  | 沖縄県   | 1,433,566    | 1,392,818    | 40,748         | +2.93     |

- 各市町村の2005年度[78]と2010年度国勢調査[77]による統計結果を以下の表6に示した（[表示]タブをクリック）。

## 島しょ別人口
沖縄県に属する面積0.01km2以上の島は160島で、そのうち有人島は49島である。さらに、有人島のうち「沖縄振興特別措置法」第3条第3号に規定する「指定離島」は39となり、残り10の有人島は沖縄本島と、この島と架橋などで連結されている離島である。

### 指定離島の人口
以下の表は、「指定離島」における、国勢調査結果（一部例外あり）に基づく人口表である。2005年度は『第51回 沖縄県統計年鑑』（2008年）、2010年度は『平成27年1月 離島関係資料』（2015年）を出典としている。
|    | 離島             | 所属市町村 | 2010年（人） | 2005年（人） | 増減人口（人） | 注釈              |
| -- | ---------------- | ---------- | ------------ | ------------ | -------------- | ----------------- |
| 1  | 伊平屋島         | 伊平屋村   | 1,260        | 1,430        | -170           |                   |
| 2  | 野甫島           | 伊平屋村   | 125          | 117          | +8             |                   |
| 3  | 伊是名島         | 伊是名村   | 1,589        | 1,762        | -173           |                   |
| 4  | 伊江島           | 伊江村     | 4,737        | 5,110        | -373           |                   |
| 5  | 水納島           | 本部町     | 42           | 49           | -7             |                   |
| 6  | 津堅島           | うるま市   | 470          | 485          | -15            |                   |
| 7  | 久高島           | 南城市     | 269          | 295          | -26            |                   |
| 8  | 粟国島           | 粟国村     | 863          | 936          | -73            |                   |
| 9  | 渡名喜島         | 渡名喜村   | 452          | 531          | -79            |                   |
| 10 | 座間味島         | 座間味村   | 557          | 663          | -106           |                   |
| 11 | 阿嘉島           | 座間味村   | 253          | 332          | -79            |                   |
| 12 | 慶留間島         | 座間味村   | 55           | 82           | -27            |                   |
| 13 | 渡嘉敷島         | 渡嘉敷村   | 756          | 790          | -34            |                   |
| 14 | 久米島           | 久米島町   | 8,489        | 9,137        | -648           |                   |
| 15 | 奥武島           | 久米島町   | 24           | 32           | -8             |                   |
| 16 | オーハ島         | 久米島町   | 6            | 8            | -2             |                   |
| 17 | 北大東島         | 北大東村   | 665          | 588          | +77            |                   |
| 18 | 南大東島         | 南大東村   | 1,442        | 1,448        | -6             |                   |
| 19 | 宮古島           | 宮古島市   | 46,001       | 46,249       | -248           |                   |
| 20 | 池間島           | 宮古島市   | 648          | 682          | -34            |                   |
| 21 | 大神島           | 宮古島市   | 28           | 43           | -15            |                   |
| 22 | 来間島           | 宮古島市   | 157          | 176          | -19            |                   |
| 23 | 伊良部島         | 宮古島市   | 5,148        | 6,283        | -1,135         |                   |
| 24 | 下地島           | 宮古島市   | 57           | 60           | -3             |                   |
| 25 | 多良間島         | 多良間村   | 1,224        | 1,364        | -140           |                   |
| 26 | 水納島           | 多良間村   | 4            | 6            | -2             |                   |
| 27 | 石垣島           | 石垣市     | 46,922       | 45,183       | +1,739         |                   |
| 28 | 竹富島           | 竹富町     | 303          | 330          | -27            |                   |
| 29 | 西表島           | 竹富町     | 2197         | 2318         | -121           |                   |
| 30 | 由布島           | 竹富町     | 43           | 28           | +15            | [ 注 2 ] [ 注 3 ] |
| 31 | 鳩間島           | 竹富町     | 21           | 64           | -43            |                   |
| 32 | 小浜島           | 竹富町     | 579          | 648          | -69            |                   |
| 33 | 黒島             | 竹富町     | 194          | 208          | -14            |                   |
| 34 | 新城島（上地島） | 竹富町     | 12           | 6            | +6             | [ 注 2 ]          |
| 35 | 新城島（下地島） | 竹富町     | 4            | 4            | 0              | [ 注 2 ] [ 注 3 ] |
| 36 | 波照間島         | 竹富町     | 499          | 581          | -82            |                   |
| 37 | 嘉弥真島         | 竹富町     | 6            | 4            | +2             | [ 注 2 ] [ 注 3 ] |
| 38 | 外離島           | 竹富町     | 1            | 1            | 0              | [ 注 3 ]          |
| 39 | 与那国島         | 与那国町   | 1,657        | 1,796        | -139           |                   |
| -  | 「指定離島」計   | -          | 127,766      | 136,868      | -9,102         |                   |

### 沖縄本島と連結された離島の人口
以下の表8は2000年度と2005年度の国勢調査結果に基づいた、沖縄本島と海中道路や橋などで連結された離島の人口表である。また、表9の「沖縄本島」の人口は、表8の「沖縄本島連結離島」を含む値であるため、差し引いた数値（表中の「(1) - (2)」）を掲載している。ともに出典は『第51回 沖縄県統計年鑑』（2008年）より。
|   | 離島                   | 所属市町村 | 2005年（人） | 2000年（人） | 増減人口（人） |
| - | ---------------------- | ---------- | ------------ | ------------ | -------------- |
| 1 | 古宇利島               | 今帰仁村   | 344          | 336          | +8             |
| 2 | 宮城島                 | 大宜味村   | 143          | 157          | -14            |
| 3 | 瀬底島                 | 本部町     | 839          | 868          | -29            |
| 4 | 屋我地島               | 名護市     | 1,907        | 2,074        | -167           |
| 5 | 宮城島                 | うるま市   | 835          | 1,016        | -181           |
| 6 | 平安座島               | うるま市   | 1,391        | 1,582        | -191           |
| 7 | 伊計島                 | うるま市   | 293          | 388          | -95            |
| 8 | 浜比嘉島               | うるま市   | 477          | 484          | -7             |
| 9 | 奥武島                 | 南城市     | 810          | 901          | -91            |
| - | 「沖縄本島連結離島」計 | -          | 7,039        | 7,806        | -767           |

|     | -                      | 2005年（人） | 2000年（人） | 増減人口（人） |
| --- | ---------------------- | ------------ | ------------ | -------------- |
| (1) | 「沖縄本島」           | 1,231,765    | 1,189,862    | +41,903        |
| (2) | 「沖縄本島連結離島」計 | 7,039        | 7,806        | -767           |
| -   | (1) - (2)              | 1,224,726    | 1,182,056    | +42,670        |